# Salvador Sediles Moreno
Salvador Sediles Moreno (Càceres, 23 de juny de 1897 – Toledo, 28 de setembre de 1936) fou un militar i polític espanyol, diputat a les Corts Espanyoles durant la Segona República Espanyola.

## Biografia
Era capità de l'arma d'artilleria i participà en la insurrecció de Jaca de 1930 amb Fermín Galán i Ángel García Hernández. Fou condemnat a mort in absentia en un consell de guerra el març de 1931, ja que escapà a França, però en proclamar-se la Segona República Espanyola fou amnistiat i pogué tornar.
Fou elegit diputat per la província de Barcelona a les eleccions generals espanyoles de 1931 per l'Extrema Esquerra Federal (EEF), formant part del grup conegut com los jabalíes i a les Corts votà a favor de l'estatut de Núria junt al grup d'ERC. A les eleccions generals espanyoles de 1933 es presentà per una Candidatura Republicana Democràtica Federal i no va revalidar l'escó.
Va relatar les seves experiències de la insurrecció de Jaca, en el llibre ¡Voy a decir la verdad! (Madrid, 1931). Va col·laborar en la redacció del periòdic La Tierra, i va publicar dos relats per a La novela proletaria entre 1932 i 1933.
En esclatar la guerra civil espanyola, es va incorporar a les Milícies Populars. Al comandament del batalló “Águilas de la Libertat”, va formar part de les forces que van intentar sense èxit el setge de l'Alcàsser de Toledo. Va morir el 28 de setembre de 1936, en accident d'automòbil, durant la retirada precipitada de les tropes republicanes, després de la presa de Toledo per les tropes nacionals.

## Obres
- ¡Voy a decir la verdad!. Madrid, 1931
- Las calaveras de plomo. (La novela proletaria, 1932)